# Salt Lake Stadion

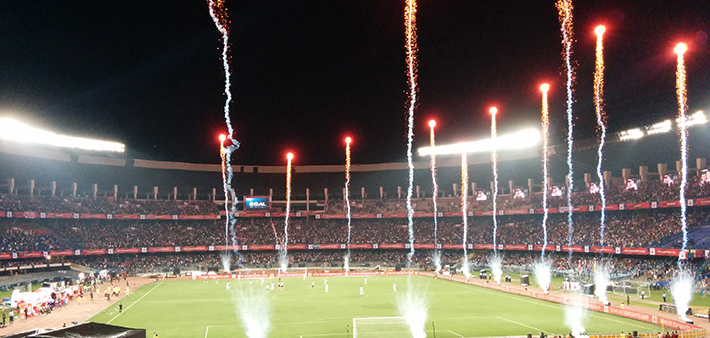
Salt Lake Stadion

Salt Lake Stadium, officiellt Stadium för Indiens ungdom är en idrottsarena i Bidhannagar, Indien och var världens näst största arena i fråga om publikkapacitet.